# ولویه علیا
ولویه علیا، روستایی است از توابع بخش چهاردانگه شهرستان ساری در استان مازندران ایران.

## جمعیت
این روستا در دهستان پشتکوه قرار داشته و براساس آخرین سرشماری مرکز آمار ایران که در سال ۱۳۹۵ صورت گرفته، جمعیت آن ۷۲نفر (۳۵خانوار) بوده‌است.
روستای ولویه‌علیا در سرشماری سال ۱۳۹۵
| شمار خانوار | جمعیت | زن | مرد |
| ۳۵          | ۷۲    | ۴۲ | ۳۰  |